# Mechanické zkoušky materiálů
Znát mechanické vlastnosti materiálů je nezbytné při výrobě jakéhokoliv produktu - musíme přesně vědět, zda materiál vydrží provozní zátěž. Abychom mohli popsat tyto vlastnosti materiálu, je třeba vyvinout metody, jak je změřit.

## Druhy mechanických zkoušek
- 1) Statické – materiál je namáhán určitou pomalu vzrůstající silou až na trvalou hodnotu (zkouška tahem, ohybem, tlakem, krutem, střihem).
- 2) Dynamické
  - Rázem – síla vzroste náhle na určitou velikost (zkoušky rázové) - například Charpyho kladivo
  - Únavové
    - pulzující – síla vzrůstá a klesá opakovaně beze změny smyslu (směru) působení, přičemž síla neklesne na nulovou hodnotu
    - míjivé – síla vzrůstá a klesá opakovaně až na nulovou hodnotu, ale smysl působení síly je stále stejný
    - střídavé – síla vzrůstá a klesá opakovaně (cyklicky), mění svůj smysl a dosáhne stejné velikosti v obou smyslech působení - z hlediska únavy materiálu je toto nejnepříznivější typ namáhání, protože je zde nejvyšší rozdíl mezi maximálním a minimálním napětím